# Руа, Оливье
Оливье́ Руа́ (фр. Olivier Roy; 30 августа 1949) — французский политолог-востоковед, эксперт и крупный исламовед.

## Биография
Окончил французский Национальный институт восточных языков и культур (магистр по персидской филологии и агреже по философии, 1972).
Степень доктора философии по политологии получил в Институте политических исследований в Париже в 1996 году.
В студенческие годы был членом небольшой студенческой ультралевой группировки — маоистской организации «Пролетарская левая».
В связи со своими антитоталитарними взглядами, воевал в Афганистане на стороне противников СССР в начале 1980ых .
В 1984—2008 годах консультант Центра анализа и прогнозов Министерства иностранных дел Франции. Также преподавал в Высшей школе общественных наук (EHESS) и Парижском институте Национального центра научных исследований (CNRS).
В 1993—1994 гг. являлся специальным представителем ОБСЕ в Таджикистане.
С 2009 года — профессор Европейского университетского института во Флоренции, где руководит программой средиземноморских исследований.
Интересно, что о гражданских беспорядках во Франции в 2005 году Руа писал, что их нельзя рассматривать как возникшие на религиозной почве.
Член редакционного совета научного журнала Central Asian Survey.

## Научная деятельность
Руа принадлежит определение феномена «религия без культуры», который проявляется в среде выходцев из семей и стран с традиционным укладом, которые будучи оторванными от своих предков, в условиях технологизированного общества узнают о своих религиозных корнях с самого начала и способны воспринимать лишь ту информацию о религии, которую прочитали за короткое время на неком интернет-сайте.

## Книги
- «Афганистан, ислам и политическая современность» (1985);
- «Провал политического ислама» (1992);
- «Генеалогия исламизма» (1995);
- «Новая Центральная Азия, или Фабрикация наций» (1997);
- «Иран: как выйти из религиозной революции?» (1999);
- «Иллюзии 11 сентября» (2002);
- «Глобализированный ислам» (2002);
- «Светскость перед лицом ислама» (2005).

## Публикации
- Руа О. Карикатуры: геополитика возмущения // «Le Monde», 9.02.2006
- Руа О. «Для Франции ислам не представляет какой-то особой проблемы…» // «Иностранная литература». — 2006. — № 9